# SMLT
Split Multi-Link Trunking (SMLT) é uma link agregação tecnologia em redes computador projetado pela Avaya em 2001 como um acessório para as normas definidas no IEEE 802.3ad. O acessório permite link agregação grupos para se conectar aos portos em vários físicos switches remoção de um switch, um grupo limitação.
O SMLT, DSMLT e RSMLT protocolos para permitir configurar Active carga partilha Alta disponibilidade rede designs que atendam "Cinco Nines" disponibilidade requisitos. SMLT O protocolo foi submetido à apreciação do IETF para consideração a ser feita em um padrão IEEE.
SMLT permite múltiplas rede física ligações entre dispositivos (que poderia ser um outro interruptor ou um dispositivo de rede, como um servidor) para serem tratados como uma única ligação lógica e equilibrar a carga de tráfego em todos os links disponíveis.
- Commons Avaya